# Norm Dicks
Norman DeValois Dicks, detto Norm (Bremerton, 16 dicembre 1940), è un politico e avvocato statunitense, membro della Camera dei Rappresentanti per lo stato di Washington dal 1977 al 2013.

## Biografia
Allievo dell'Università del Washington, Dicks si laureò in legge e divenne consulente legale per politici di spicco. Nel 1976, dopo essere entrato nel Partito Democratico, Dicks riuscì ad ottenere un seggio alla Camera dei Rappresentanti. Fu rieletto altre diciassette volte, anche nel 1994 e nel 2010, quando il Partito Repubblicano riuscì ad ottenere un'ampia maggioranza al Congresso. Nel 2012 annunciò il suo ritiro e lasciò la Camera dopo trentasei anni. Dicks è un moderato ed è stato membro della New Democrat Coalition. Nel 2003 è stato fra gli 81 democratici favorevoli all'invasione dell'Iraq.